# Teptjaren
Bei den Teptjaren, auch Tipter, (Tatarisch: tiptärlär; Russisch: тептяри) handelte es sich um einen russischen Militärstand muslimischen Glaubens, der sich im Laufe der Zeit zu einer Subethnie der Wolga-Ural-Tataren wandelte. Teilweise werden sie als tatarisierte Wolga-Finnen beschrieben. Historisch waren die Teptjaren vor allem in den Gouvernements Ufa, Orenburg und Samara als Wehrbauern ansässig. Ein Teil der heutigen tatarisch-stämmigen Bevölkerung Baschkortostans geht auf die Teptjaren zurück.

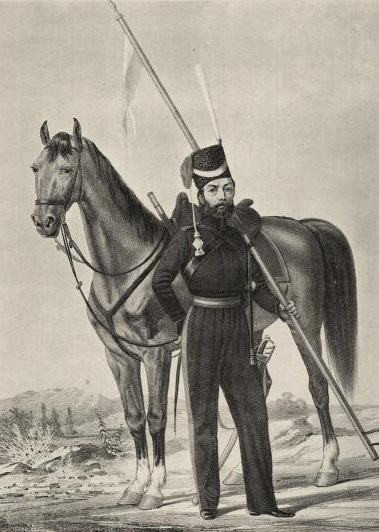
Reiter eines teptjarischen Regimentes 1819–1825

Teilweise wurden und werden die Teptjaren auch den Baschkiren zugerechnet, unter denen sie lebten.

## Etymologie
Laut einer Hypothese geht das Wort Teptjär auf das tatarischen Wort für eine Person, die keine Steuern zahlt, zurück und bezieht sich damit auf die Ursprünge der Teptjaren als Flüchtlinge vor dem expandierenden Russischen Zarenreich.
Nach einer anderen Hypothese stammt das Wort Teptjar vom baschkirischen Wort: „Tibeu“ oder „Tibeleu“, was soviel heißt wie: Aus-der-Gemeinschaft-Ausgestoßener.

## Ethnische Herkunft und Geschichte
Laut älteren Chroniken gingen die Teptjaren von ethnisch heterogenen muslimischen Flüchtlingen (Mari, Tschuwaschen, Tataren und Udmurten) aus dem Kasaner Khanat hervor, die vor der russischen Eroberung nach Osten in den Ural flohen. Auch Baschkiren, denen das patrimoniale Landrechte entzogen worden war, gehörten dazu. Die Tepjaren begannen sich auf dem Gebiet des heutigen Baschkirien und des östlichen Tatarstan zu bilden. Sie siedelten unter den noch nicht unterworfenen baschkirischen Stämmen. Sie werden als grundhörige Bauern beschrieben. An ihre baschkirischen Herren hatten sie einen Grundzins zu entrichten. Mit den Anschluss der Baschkirien ans Russische Reich kamen auch die Teptjaren unter russische Herrschaft. In Folge erwiesen sie sich als loyale Untertanen der Zaren und beteiligten sich nicht an den baschkirischen Aufständen. Zur Belohnung wurden sie nach Niederschlagung der Aufstände vom baschkirischen Grundzins befreit und wurde selbst Grundherren ihrer Ländereien. Die Teptjaren, als eine Art Mittelschicht, zahlten weniger Steuern (Jassak) als die örtlichen russischen Bauern, jedoch mehr als die baschkirischen Adligen. Als Militärstand waren sie, ähnlich wie die Baschkiren, den Zaren mit irregulärer Reiterei dienstpflichtig.
Wie viele Militärstände, die sozial privilegiert waren, sollen auch die Teptjaren über ein stark ausgeprägtes Standesbewusstsein verfügt haben. Ende des 18. Jahrhunderts soll sich die ethnische Zusammensetzung der Teptjaren aus ca. 40 % Tataren, ca. 38 % Mari, ca. 18 % Udmurten sowie 4 % Baschkiren und Mordwinen zusammengesetzt haben. Später hätten vor allem in den nördlichen und zentralen Bezirken Baschkiriens diese Gruppen in einen Prozess der Ethnogenese die bis dahin ständische Bezeichnung Teptjaren als Ethnonym angenommen.

## Teptjarische Militärformationen

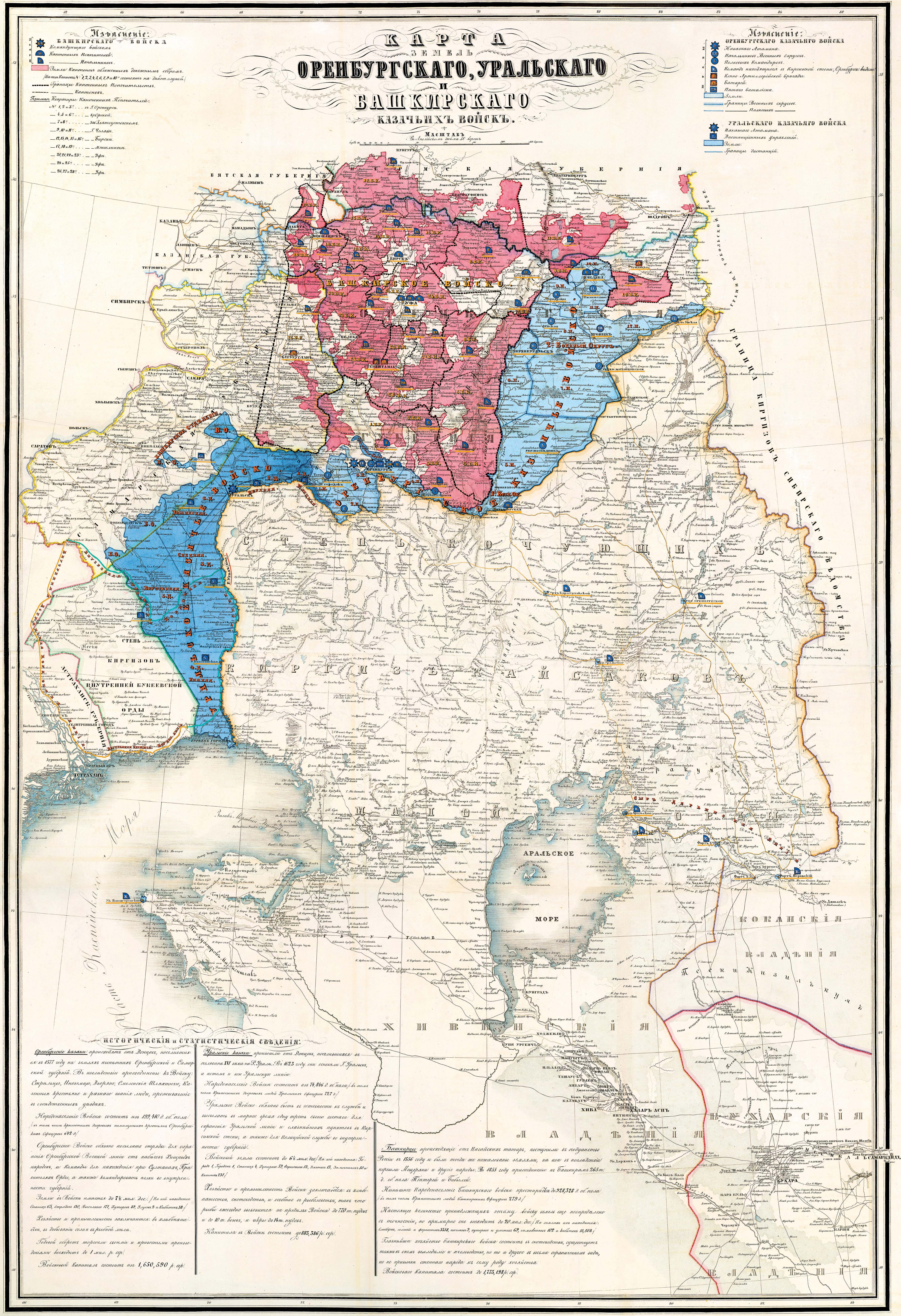
Karte der Länder des Orenburger und Ural Kosakenheeres (Blau) und des Baschkirenheeres (Rot) im Jahr 1858. Zu den Baschkirenheer wurden neben Baschkiren auch Mischaren und Teptjaren hinzugezählt.

Im Jahre 1790 wurde von Katherina II. mit einem Ukas aus Teptjaren und Bobylen fünf Hundertschaften eines Kosaken-Regiments in der Stadt Ufa aufgestellt. Der Staat kam lediglich für die Bewaffnung auf. Für Uniform, Pferde und Verpflegung hatten die Truppe selbst aufzukommen. Erst bei einem Einsatz ab einer Entfernung von 100 Werst vom Wohnort sorgte der Staat für Verpflegung und Proviant.
Im Jahre 1791 wurde das Regiment in Ufaer Kosaken umbenannt und unterlag der Autorität des Generalgouverneurs von Ufa und Simbirsk. 1798 wurde das Regiment umstrukturiert und aus den Ufaer Kosaken wurde das 1. und 2. Teptjarische Regiment gebildet. Die Dienstzeit in den Teptjarischen Regimentern betrug 15 Jahre. Vor Napoleons Russlandfeldzug 1812 diente die teptjarische Reiterei vor allem an der Orenburger Linie als Grenzwacht. Während der Napoleonischen Kriege 1812–1814 trugen die teptjarischen Regimenter dieselbe Uniform wie das Orenburger Kosakenheer. Das 1. Teptjarische Regiment nahm als Zwischenstand zwischen irregulärer und regulärer Reiterei an den Napoleonischen Krieg teil. Dabei waren sie u. a. an der Belagerung von Mainz sowie der Einnahme von Paris beteiligt. Während des französischen Vormarsches lieferte sich das Regiment Rückzugsgefechte mit der französischen Vorhut und überfiel französische Nachschubskolonen und isolierte plündernde Truppen in einzelnen Dörfern. Sie agierten dabei oft in Verband mit Kosaken-Formationen.

## Demografie
Bei der ersten allrussischen Volkszählung des Jahres 1897 wurden die Teptjaren als separate Volksgruppe aufgelistet, die 117.773 Personen umfasste, im Gouvernement Orenburg waren es 16.877, im Gouvernement Samara 47.684 und im Gouvernement Ufa 39.955 Personen.
Andere Angaben gehen für die Zeit kurz vor Ausbruch des Ersten Weltkrieges für die Zahl der Teptjaren im Gouvernement Ufa von 262.690 Personen aus. Zu diesem Zeitpunkt wurden sie noch getrennt von den (Kasan-)Tataren aufgelistet. Die Teptjaren stellten damit nach ethnischen Russen und Baschkiren die drittgrößte ethnische bzw. soziale Gruppe, noch vor den Tataren mit 179.389 Personen und den Mischaren mit 150.975 Personen. Statistisch festgehalten wurde die Zahl der Teptjaren als eigene ethnische Gruppe das letzte Mal 1926 in der Baschkirischen ASSR. Ihre Zahl wurde mit 23.290 Personen angegeben. In der Zählung 1920, als auch in allen nach 1926 stattfindenden Zählungen wurden sie nicht gesondert aufgezählt. In der Zählung 1939 und den darauf folgenden Volkszählungen wurden Teptjaren und Mischaren zu den Tataren gezählt. Es ist davon auszugehen das mit Auflösung ihrer sozialen Privilegien und des privaten Landbesitzes der Prozess der Auflösung der eigenen Gruppenidentität beschleunigt wurde.

## Problem der Einordnung und Kontroversen
Bis heute besteht die Kontroverse zur Einordnung der Teptjaren zur baschkirischen oder tatarischen Ethnie.
Vertreter der tatarische These führen an, dass obgleich kulturell kaum eine Grenze zwischen Teptjaren und Baschkiren gezogen werden kann, dass ethnische Selbstbewusstsein und die Selbstidentifikation als Tataren unter der tatarisch-stämmigen Bevölkerung Baschkortostans sehr hoch ist.
Apologeten der baschkirischen These führen an, dass noch im 18. Jahrhundert die Rede von „Teptjaren vom Volk der Baschkiren“ gewesen wäre. Erst im 19. Jahrhundert wären Aufzeichnungen von „Teptjaren von den Mari“, „Teptjaren von den Tataren“, „Teptjaren von den Tschuwaschen“ usw. aufgetaucht. Auch die gemeinsame Nennung mit den Baschkiren in älteren Schriften und Dokumenten wird als Argument aufgeführt. Zur Vergrößerung ihrer eigenen Ethnie hätte die Administration der Tatarischen ASSR (Kasan-Tataren) sprachlich verwandte ethnische Volksgruppen wie die Mischaren oder Teptjaren zu einer vergrößerten tatarischen Nation hinzugezählt.